# Encaminador

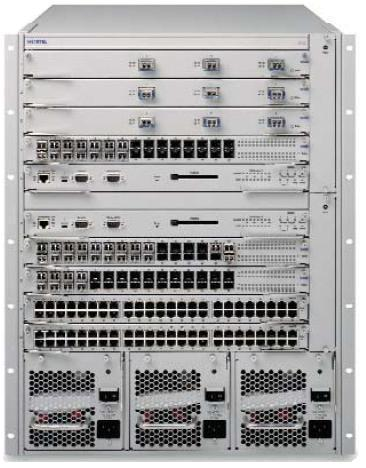
Rúter Avaya

Un encaminador o rúter (en anglès: router) és un dispositiu de xarxa que reenvia paquets de dades entre xarxes de computadors. L'encaminador pertany al de nivell 3 del model OSI. Com que l'encaminador està connectat a dues o més línies de diferents xarxes, quan un paquet de dades ve d'una de les línies, el rúter llegeix la informació de direcció en el paquet i així determina la seva destinació final. Després usant una política d'enrutament dirigeix els paquets en funció de certs paràmetres (origen, destí, congestió, seguretat...) a la següent xarxa, aquest paquet va passant d'una xarxa a una altra fins a arribar al seu destí. Aquestes polítiques d'enrutament poden ser estàtiques (introduïdes manualment) o dinàmiques (RIP, BGP…). D'aquesta manera els encaminadors “dirigeixen el trànsit” a internet.
Els rúters més comuns són els de les cases i els de les petites oficines que simplement passen els paquets d'una xarxa a una altra. Un exemple seria el DLS router que es connecta a través d'un ISP. També hi ha encaminadors més sofisticats, com rúters empresarials que connecten grans xarxes o ISP fins als rúters centrals que reenvien dades a alta velocitat al llarg de les fibres òptiques. Normalment els rúters es dediquen a dispositius de maquinari, però cada vegada és més comú trobar rúters encaminadors basats en software.

## Història
El primer dispositiu o hardware que tenia fonamentalment la mateixa funcionalitat que el que el avui en dia entenem per encaminador, era l'Interface Message Processor o IMP. Els IMP eren els dispositius que formaven l'ARPANET, la primera xarxa de commutació de paquets. La idea d'un encaminador (anomenat llavors porta d'enllaç) va venir inicialment d'un grup internacional d'investigadors en xarxes d'ordinadors anomenat l'International Network Working Group (INWG). Creat el 1972 com un grup informal per considerar les qüestions tècniques que abastaven la interconnexió de xarxes diferents, es va convertir aquest mateix any en un subcomitè de l'International Federation for Information Processing.
Aquests dispositius es diferenciaven dels commutadors de paquets que existien prèviament en dues característiques. D'una banda, connectaven tipus de xarxes diferents, mentre que per altra banda eren dispositius sense connexió, que no asseguraven fiabilitat en el lliurament de dades, deixant aquest rol enterament als amfitrions. Aquesta última idea ja havia estat plantejada a la xarxa CYCLADES.
La idea va ser investigada amb més detall, amb la intenció de crear un sistema prototip com a part de dos programes. Un era el promogut per DARPA, programa que va crear l'arquitectura TCP/IP que s'usa actualment, i l'altre era un programa a Xerox PARC per explorar noves tecnologies de xarxes, que va produir el sistema anomenat 'PARC Universal Packet'. A causa de la propietat intel·lectual que concernia el projecte, va rebre poca atenció fora de Xerox durant molts anys.
Un temps després de 1974, Xerox va aconseguir el primer encaminador funcional, encara que el primer i veritable encaminador IP va ser desenvolupat per Virginia Strazisar a BBN, com a part d'aquest esforç promogut per DARPA, durant 1975-76. A finals de 1976, tres encaminadors basats en PDP-11 van entrar en servei en el prototip experimental d'Internet.
El primer encaminador multiprotocol va ser desenvolupat simultàniament per un grup d'investigadors del MIT i un altre de Stanford el 1981. L'encaminador de Stanford se li atribueix a William Yeager i el del MIT a Noel Chiappa. Tots dos estaven basats en PDP-11.
Com ara pràcticament tots els treballs en xarxes usen IP a la capa de xarxa, els encaminadors multiprotocol són en gran manera obsolets, tot i que van ser importants en les primeres etapes del creixement de les xarxes d'ordinadors, quan diversos protocols diferents de TCP/IP eren d'ús generalitzat. Els encaminadors que manegen IPv4 i IPv6 són multiprotocol, però en un sentit molt menys variable que un encaminador que processava AppleTalk, DECnet, IP, i protocols de XeroX. Des de mitjans dels anys 1970 i en els anys 1980, els miniordinadors de propòsit general servien com a encaminadors.
Actualment, els encaminadors d'alta velocitat estan altament especialitzats, ja que es fa servir un hardware específic per accelerar les funcions d'encaminament més específiques, com són l'encaminament de paquets i funcions especials com l'encriptació IPsec.

## Aplicacions
Quan s'utilitzen diversos rúters en xarxes interconnectades, els encaminadors intercanvien informació sobre adreces de destinació utilitzant un protocol d'enrutament dinàmic. Cada rúter crea una taula amb les rutes preferides entre dos xarxes interconnectades.
Els encaminadors tenen interfícies per a diferents tipus de connexions de xarxes físiques, com ara cables de coure (materials conductors), fibra òptica o transmissió sense fil.
Els encaminadors també poden ser utilitzats per connectar dos o més grups lògics de dispositius informàtics coneguts com a subxarxes, cadascuna amb una adreça diferent.
El rúter té dues etapes, el pla de control i el pla de reenviament.
- Pla de control: L'encaminador manté una taula d'enrutament que enumera la ruta més ràpida que s'ha d'utilitzar per enviar els paquets de dades. Per obtenir aquests camins fan servir diferents protocols d'enrutaments, com per exemple OSPF, BGP, RIP, IS-IS, etc.
- Pla de reenviament: Decideix què fer amb els paquets que arriben en una interfície d'entrada, és a dir, es refereix a una taula en el qual l'encaminador busca l'adreça de destinació del paquet entrant i recupera la informació necessària per determinar la ruta des de l'element receptor.

## Arquitectura física
En un encaminador es poden identificar quatre components:
- Ports d'entrada: dueu a terme les funcions de la capa física consistents en la terminació d'un enllaç físic d'entrada a un encaminador; realitza les funcions de la capa d'enllaç de dades necessàries per interoperar amb les funcions de la capa d'enllaç de dades al costat remot de l'enllaç d'entrada; realitza també una funció de cerca i reenviament de manera que un paquet reenviat dins de l'entramat de commutació de l'encaminador emergeix al port de sortida apropiat.
- Entrada de commutació: connecta els ports d'entrada de l'encaminador als seus ports de sortida.
- Ports de sortida: emmagatzema els paquets que s'han reenviat a través del port de commutació i els transmet a l'enllaç de sortida. Realitza llavors la funció inversa de la capa física i de la capa d'enllaç que el port d'entrada.
- Processador d'encaminament: executa els protocols d'ip encaminament, manté la informació d'encaminament i les taules de reenviament i realitza funcions de gestió de xarxa dins de l'encaminador.

## Tipus d'encaminadors
Els encaminadors poden proporcionar connectivitat dins de les empreses, entre les empreses i internet o entre els proveïdors de serveis d'internet (ISP).

### Connectivitat Small Office, home Office (SOHO)
Aquests encaminadors s'utilitzen amb freqüència a les llars per connectar un servei com ADSL. Un encaminador usat a una llar pot permetre la connectivitat a una empresa a través d'una VPN.
Els encaminadors residencials usen traduccions d'adreces de xarxa en lloc de direccionament. És a dir, en lloc de connectar els ordinadors locals directament a la xarxa, un examinador residencial ha de fer que els diferents ordinadors locals siguin un.

### Encaminadors d'empresa
En les empreses podem trobar encaminadors de totes les mides, però els més grans els trobem als ISP.
- Accés: els encaminadors d'accés es troben en llocs de clients com sucursals que no necessiten encaminament jeràrquic dels propis. Normalment, són optimitzats per a un baix cost.
- Distribució: Els encaminadors de distribució agreguen tràfic d'encaminadors d'accés múltiple, ja sigui en el mateix lloc, o de l'obtenció dels fluxos de dades procedents de múltiples llocs a la ubicació d'una important empresa. Els encaminadors de distribució són sovint responsables de l'aplicació de la qualitat del servei a través d'una WAN, per la qual cosa han de tenir una memòria considerable, múltiples interfícies WAN, i transformació substancial d'intel·ligència. També poden proporcionar connectivitat als grups de servidors o xarxes externes.
- Nucli: A les empreses, el core router pot proporcionar una "columna vertebral" interconnectant la distribució dels nivells dels encaminadors de múltiples edificis d'un campus o a les grans empreses locals. Tendeixen a ser optimitzats per a una alta amplada de banda.
- Els encaminadors de vora enllacen sistemes autònoms amb les xarxes troncals d'Internet o altres sistemes autònoms, han d'estar preparats per treballar amb el protocol BGP i si volen rebre les rutes BGP, han de tenir una gran quantitat de memòria.

### Encaminadors sense fil
Un encaminador sense fil comparteix el mateix principi que un encaminador tradicional. La diferència és que aquest permet la connexió de dispositius sense fil a les xarxes a les que l'encaminador està connectat mitjançant connexions per cable. La diferència existent entre aquest tipus d'encaminadors ve donada per la potència que aconsegueixen, les freqüències i els protocols en els quals treballen.

## Rúters domèstics

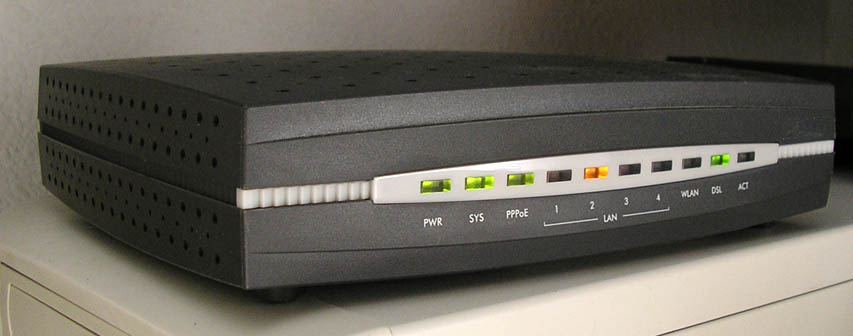
Router ADSL Zyxel amb xarxa sense fils i commutador de 4 ports

Els sovint anomenats "rúters ADSL" o fibra són més aviat pasarel·les residencials. Mentre que la funcionalitat és similar a la d'un rúter, els pasarel·les residencials fan servir network address translation en lloc de routing. En lloc de connectar ordinadors locals directament a la xarxa remota, una pasarel·la residencial ha de fer aparèixer els ordinadors locals com un sol ordinador. La seva funcionalitat és connectar les xarxes locals (anomenades LAN) que són les que conformen els ordinadors, amb les xarxes extenses (anomenades WAN) que són les que habitualment es contracten a proveïdors de servei. A diferència de la majoria de rúters, els rúters ADSL o fibra domèstics només tenen una interfície de sortida, la que va cap al proveïdor de servei.

## Diferència amb els commutadors
Mentre que els commutadors són per agrupar ordinadors a dins de la mateixa xarxa informàtica, els encaminadors són per donar-los connexió a una xarxa externa, i anar traduint els paquets d'un protocol a l'altre (si cal).
A vegades es dona aquesta confusió perquè un aparell de xarxa concret pot fer les dues funcions: commutador i encaminador, de manera que permet connectar molts ordinadors a una xarxa externa.

## Encaminadors per a programari
Amb els programes adequats, un ordinador normal pot fer d'encaminador. S'acostuma a utilitzar BSD (FreeBSD, NetBSD, OpenBSD) o Linux

## Els encaminadors al model OSI

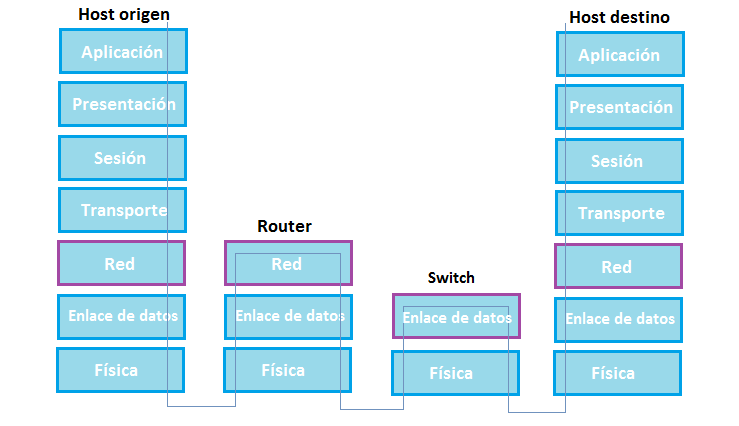
Enrutadors i commutadors al model OSI

En el model OSI es distingeixen diferents nivells o capes en què les màquines poden treballar i comunicar-se per entendre's entre elles. En el cas dels encaminadors trobem dos tipus d'interfícies:
- Interfícies encaminades: són interfícies de nivell 3, accessibles per IP. Cadascuna es correspon amb una adreça subxarxa diferent. A IOS s'anomenen "IP interface". Es distingeixen alhora dos subtipus:

- Interfícies físiques: aquelles accessibles directament per IP.
- Interfícies virtuals: aquelles que es corresponen amb una VLAN o un CV. Si aquesta interfície es correspon amb una única VLAN s'anomena Switch Virtual Interfaz (SVI), mentre que si es correspon amb un enllaç trunk o amb un CV, actuen com a subinterfícies.

- Interfícies commutades: es tracta d'interfícies de nivell 2 accessibles només pel mòdul de commutament. A IOS reben el nom de ports de commutador. N'hi ha de dos tipus:

- Ports d'accés: només suporten trànsit d'una VLAN.
- Ports trunk: suporten trànsit de diverses VLANs diferents.

Aquestes possibilitats de configuració estan únicament disponibles als equips modulars, ja que als de configuració fixa, els ports d'un encaminador actuen sempre com a interfícies encaminades, mentre que els ports d'un commutador com a interfícies commutades. A més, l'única possible ambigüitat als equips configurables es dona als mòduls de commutament, on els ports poden actuar de les dues maneres, depenent dels interessos de l'usuari.

### Commutadors davant d'encaminadors
Un commutador, igual que un encaminador és també un dispositiu de commutació de paquets d'emmagatzematge i reenviament. La diferència fonamental és que el commutador opera a la capa 2 (capa d'enllaç) del model OSI, per la qual cosa per enviar un paquet es basa en una adreça MAC, al contrari d'un encaminador que utilitza la adreça IP.